# پارک جین وو
پارک جین وو (کره‌ای: 박진우؛ زادهٔ ۳ ژوئیه ۱۹۸۳) بازیگر اهل کره جنوبی است. او حرفهٔ بازیگری خود را در سال ۲۰۰۴ و با حضور در سیتکام بی‌وقفه آغاز کرد. پارک در فیلم‌ها و مجموعه‌های تلویزیونی همچون من همه چیز بهت می‌دم و عشق روی پشت‌بام ایفای نقش کرده‌است.

## فیلم‌شناسی

### مجموعه تلویزیونی
| سال  | عنوان                 | نقش                   | منابع  |
| ---- | --------------------- | --------------------- | ------ |
| ۲۰۰۴ | بی‌وقفه ۵              | پارک جین وو           |        |
| ۲۰۰۵ | آیس گرل               | جوانی جونگ ها-روک     |        |
| ۲۰۰۶ | خانواده بد            | ها ته کیونگ           | اس‌بی‌اس |
| ۲۰۰۷ | معشوقه عزیزم          | کانگ چول              |        |
| ۲۰۰۷ | ازدواج بدون توقف      | گو جونگ-جه            |        |
| ۲۰۰۸ | بی‌چون‌مو               | نام‌گونگ سونگ          |        |
| ۲۰۰۸ | نقاش باد              | جانگ هیو-وون          |        |
| ۲۰۰۸ | امپراتریس چون چو      | یو هیونگ-گان          |        |
| ۲۰۰۸ | من همه چیز بهت می‌دم   | لی کانگ-هو            |        |
| ۲۰۱۲ | ماسک شیشه‌ای           | کیم ها-جون            | [ ۷ ]  |
| ۲۰۱۳ | تیم پزشکی             | سونگ بوم-جون          |        |
| ۲۰۱۴ | جونگ دو جون           | پادشاه وو             |        |
| ۲۰۱۵ | عشق روی پشت‌بام        | کانگ دو-جین           |        |
| ۲۰۱۷ | مردی که میز را می‌چیند | لی سو-وون             |        |
| ۲۰۱۹ | مادر شوهر مشکوک       | اوه اون-سوک           |        |
| ۲۰۲۰ | مموریست               | حضور افتخاری (قسمت ۱) |        |
| ۲۰۲۱ | ملودی اسپانیایی       | ته هون / درام صوتی    | [ ۸ ]  |
| ۲۰۲۲ | دو جهان               | بونگ سو-سوک           | [ ۹ ]  |